# Мілкову-дін-Дял
Мілкову-дін-Дял (рум. Milcovu din Deal) — село у повіті Олт в Румунії. Входить до складу комуни Мілков.
Село розташоване на відстані 135 км на захід від Бухареста, 4 км на південний схід від Слатіни, 46 км на схід від Крайови.

## Населення
За даними перепису населення 2002 року у селі проживали 556 осіб. Усі жителі села рідною мовою назвали румунську.
Національний склад населення села:
| Національність | Кількість осіб | Відсоток |
| -------------- | -------------- | -------- |
| румуни         | 544            | 97,8%    |
| цигани         | 12             | 2,2%     |